# 全福讲寺
全福讲寺是江苏省昆山市周庄镇的一处景点，位于镇西北白蚬湖畔。
周庄全福讲寺创建于宋元佑元年（1086年），里人周迪功郎舍宅为寺，历代不断扩建。全寺共有五进，有山门、指归阁、大雄宝殿和藏经楼等，是周庄古八景之一。门匾为李仙根题刻“水中佛国”，大雄宝殿内如来大佛高达三丈余,本苏州虎丘海涌峰云岩寺世尊像，清顺治五年(1648年)，总戎杨承祖兵驻白蚬湖边，迎于寺内。1950年代改作粮库。可惜毁于浩劫，1995年重建。。